# Erich Küchenhoff
Erich Paul Alfred Küchenhoff (* 30. Juni 1922 in Liegnitz; † 23. Mai 2008 in Münster) war ein deutscher Bürgerrechtler, Staatsrechtsprofessor und Politiker (SPD).

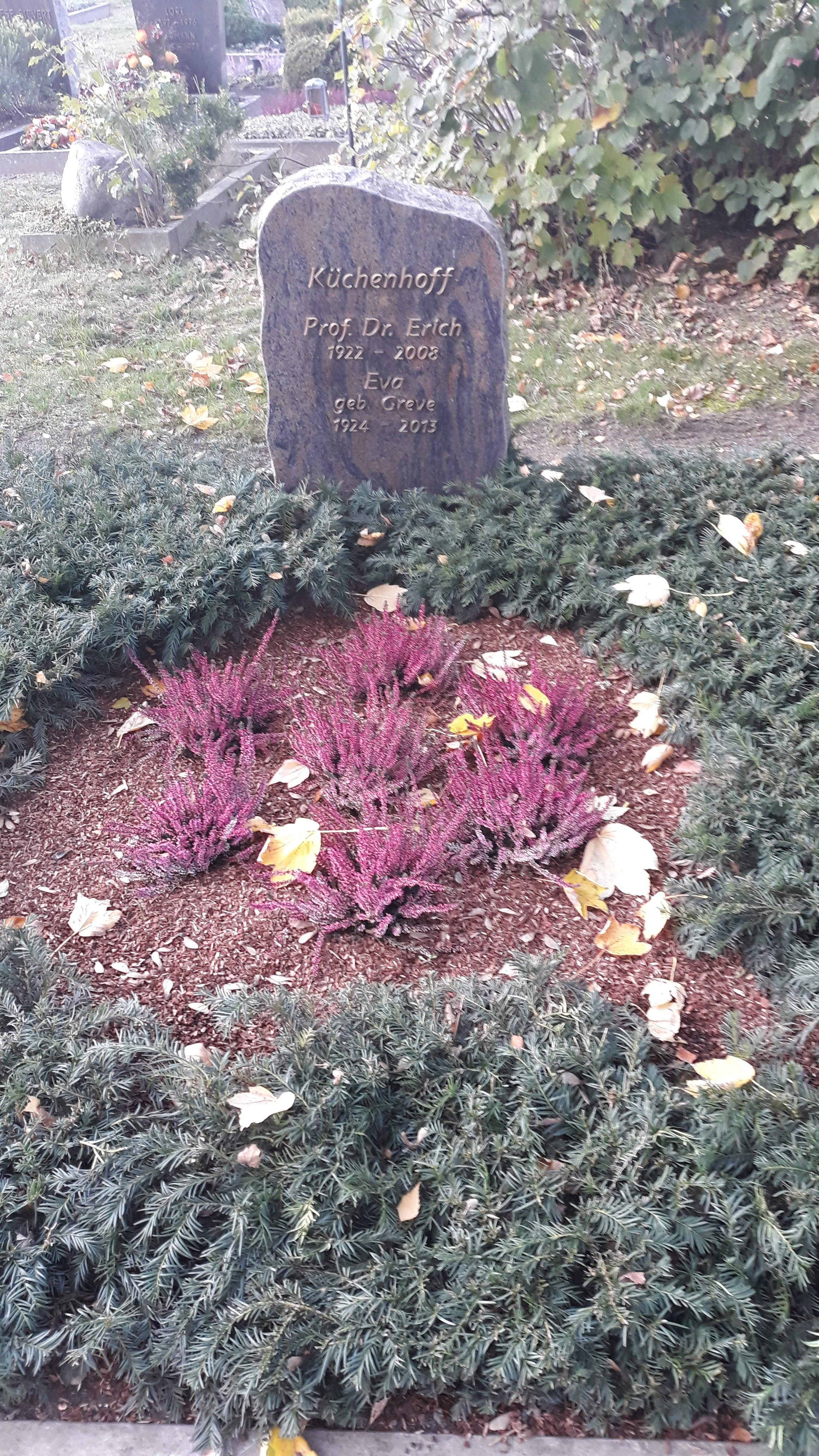
Das Grab von Erich Küchenhoff und seiner Ehefrau Eva auf dem Zentralfriedhof Münster.

## Leben
Küchenhoff absolvierte die Volksschule, dann das Gymnasium, machte das Abitur im Jahr 1939. Mit 17 Jahren wurde er zur Wehrmacht eingezogen. Die Jahre des Kriegsdiensts und der anschließenden Kriegsgefangenschaft währten von 1940 bis 1947. Zurückgekehrt, absolvierte er ein Studium der Rechtswissenschaften an der Universität Münster. Seine Promotion erfolgte dort 1956 mit einer Arbeit über die bundesstaatliche Kompetenzverteilung. Die Habilitationsschrift, die er an der Universität zu Köln vorlegte, erschien 1967 im Verlag Duncker & Humblot in Berlin. Er wurde zunächst Dozent und später Professor für Öffentliches Recht und Politische Wissenschaft an der Universität Münster. Die von ihm zusammen mit seinem Onkel Günther Küchenhoff verfasste und 1950 erstmals veröffentlichte Allgemeine Staatslehre erschien bis 1977 in acht Auflagen.
Mitglied der SPD wurde Küchenhoff im Jahr 1962, Mitglied des SPD-Vorstandes für Münster-Stadt ab 1964, dann stellvertretender Vorsitzender des Unterbezirks Münster, Vorsitzender der Arbeitsgemeinschaft sozialdemokratischer Juristen im Unterbezirk Münster, Stadtverordneter im Rat der Stadt Münster ab 1969. Er rückte in der 7. Wahlperiode am 19. Februar 1973 in den nordrhein-westfälischen Landtag nach und gehörte ihm bis zum 27. Mai 1975 an.
Küchenhoff war auch außerparlamentarisch ein engagierter Pazifist und Bürgerrechtler. Er engagierte sich in der Humanistischen Union, in der Friedensbewegung, bei der Arbeitsgemeinschaft Sozialdemokratischer Juristen, der Arnold-Freymuth-Gesellschaft, im Darmstädter Signal und der Gustav Heinemann-Initiative. Ziviler Ungehorsam als Rechtsinstitut war der Titel seiner Dankesrede bei der Verleihung des Fritz-Bauer-Preises 1983 und beschreibt zugleich das Lebensmotto Erich Küchenhoffs.

## Auszeichnungen
- 1983: Fritz-Bauer-Preis der Humanistischen Union
- 2001: Bundesverdienstkreuz 1. Klasse

## Schriften (Auswahl)
- Möglichkeiten und Grenzen begrifflicher Klarheit in der Staatsformenlehre. Duncker & Humblot, Berlin 1967.
- Bild-Verfälschungen. Analyse der Berichterstattung der Bild-Zeitung über Arbeitskämpfe, Gewerkschaftspolitik, Mieten, Sozialpolitik. 2 Teile, Europäische Verlagsanstalt, Frankfurt a. M. 1972.
- (Hrsg.): Die Darstellung der Frau und die Behandlung von Frauenfragen im Fernsehen – eine empirische Untersuchung der Universität Münster. Kohlhammer, Stuttgart 1975.
- mit Günther Küchenhoff: Allgemeine Staatslehre. 1. Aufl. Kohlhammer, Stuttgart, Berlin, Köln, Mainz 1950; 8. überarb. u. erg. Aufl. 1977.